# Filareto de Moscou
Filareto (em russo:  Филарет, nascido: Fiodor Nikitiche Romanov  (Romanov-Iuriev), em russo:  Фёдор Ники́тич Рома́нов (Романов-Юрьев); c. 1553  ou 1554, Moscou, Czarado da Rússia - 1 (11, de acordo com o calendário gregoriano) de outubro de 1633, Moscou, Czarado da Rússia) foi um figura política e eclesiástica do Tempo de Dificuldades e da era subsequente. Foi Patriarca de Moscou e de Toda a Rússia (1619-1633). Era primo do czar Fiodor Ioannoviche e pai do primeiro czar da família Romanov, Mikhail Fiodoroviche.